# Simon Langton
Pour les articles homonymes, voir Langton.
Simon Langton est un réalisateur et producteur de télévision britannique, né le 5 novembre 1941 à Amersham, en Angleterre.

## Filmographie
- 1977 : Love for Lydia (feuilleton TV)
- 1979 : Rebecca (TV)
- 1980 : Thérèse Raquin (feuilleton TV)
- 1982 : I Remember Nelson (feuilleton TV)
- 1982 : Les Gens de Smiley (en) (Smiley's People) (feuilleton TV)
- 1984 : The Lost Honor of Kathryn Beck (TV)
- 1985 : Afterward (TV)
- 1985 : Anna Karénine (Anna Karenina) (TV)
- 1986 : Le Dénonciateur (The Whistle Blower)
- 1987 : Casanova (TV)
- 1987 : La Vérité cachée (Laguna Heat) (TV)
- 1989 : Un amour qui tue (Mother Love) (feuilleton TV)
- 1994 : Headhunters (TV)
- 1994 : The Cinder Path (TV)
- 1995 : Orgueil et Préjugés (Pride and Prejudice) (feuilleton TV)
- 1997 : Territoire interdit (Forbidden Territory: Stanley's Search for Livingstone) (TV)
- 1999 : La Dynastie des Carey-Lewis : Nancherrow (Nancherrow) (TV)
- 2001 : Murder Rooms: The Kingdom of Bones (TV)